# Neil Tennant
Neil Francis Tennant (North Tyneside, 10 de julio de 1954), conocido como Neil Tennant, es un cantante y compositor británico, integrante, desde 1981, del dúo de synth pop Pet Shop Boys, junto a Chris Lowe.

## Biografía

### Infancia y adolescencia
Neil fue el segundo hijo de los cuatro que tuvo el matrimonio formado por William W. Tennant (1923–2009), agente comercial, y Sheila M. Watson (1923–2008). Tiene una hermana mayor, Susan, y dos hermanos menores que él, Simon y Philip. Se trataba de una familia católica británica cuyo sentido de la humanidad, según reconoce el cantante, se ha traslucido en su trabajo. No será la misma, sin embargo, su relación con el “catolicismo oficial”. [cita requerida]
A los ocho años, era monaguillo en su parroquia y formaba parte del coro, que cantaba en latín. Para la enseñanza secundaria, sus padres le matricularon en el St. Cuthbert's Grammar School, un colegio católico masculino de Newcastle-Upon-Tyne (donde también estudió Sting). Allí conoció al que sería su mejor amigo, y con el que, junto a dos chicas, formó su primer grupo musical (Dust), que era un grupo folk inspirado en la Incredible String Band. Tenían entonces 16 años, y Neil había aprendido a tocar la guitarra y el chelo. Años más tarde, en 1986, su amigo sería diagnosticado de SIDA, y Neil escribiría la canción “It Couldn’t Happen Here” (Actually, 1987) recordando la relación que los unió durante la adolescencia. Después le dedicaría otras dos canciones: “Being Boring” (Behaviour, 1990), que es la descripción de una fiesta en la que estuvieron, y “Your Funny Uncle” (cara B del sencillo It's Alright, 1988), sobre su funeral.
En cuanto a la educación recibida en St. Cuthbert's Grammar School, no le dejó buen sabor de boca. Los temas "This must be the place I waited years to leave" (trad. “Este debe ser el lugar que tanto esperé para abandonar”; Behaviour, 1990) y "It's a Sin" (trad. “Es pecado”; Actually, 1987) hacen referencia a su estancia en esta escuela. Esta última canción contiene una crítica vehemente a la educación religiosa allí recibida: “Cuando miro hacia atrás en mi vida / siempre es con sensación de vergüenza / (…) todo cuanto hice / todo cuanto hago / (…) es pecado. / En la escuela me enseñaron a ser / tan puro en pensamiento, palabra y obra / no tuvieron éxito”. Sin embargo, Neil le quita importancia al asunto: «La gente se la tomó muy en serio. La escribí en 15 minutos, no pasaba de ser una “broma de campamento”, no fue algo que hiciera conscientemente en serio. (…) El párroco de Newcastle pronunció un sermón sobre ello, reflexionando sobre cómo la Iglesia había cambiado pasando desde la amenaza con un infierno terrible hacia el mensaje de amor».
Aunque Neil comenzó a componer canciones a los 14 años, no será hasta los 32 cuando publique su primer álbum junto a Chris Lowe, un estudiante de arquitectura a quien conoció en una tienda de tecnología musical.

### Inicios profesionales
En 1975, tras estudiar Historia en el Politécnico de North London, Neil trabajó durante un breve período como editor en la rama británica de Marvel Comics. Su cometido era adaptar los diálogos del catálogo de Marvel para los lectores británicos, así como indicar dónde era necesario redibujar a las mujeres demasiado exuberantes para hacerlas más decentes de cara a las ediciones británicas. En 1977, dejó este trabajo por otro en Macdonald Educational Publishing, que después pasaría a llamarse ITV Books. En 1982, se unió a la revista de pop juvenil Smash Hits, donde alcanzó el puesto de editor asistente. De esta manera, trabajó un total de 10 años en el mundo editorial.

### Pet Shop Boys
Al inicio de la década de los 80, Neil conoce a Chris Lowe, quien por entonces estaba terminando sus estudios de arquitectura. A pesar de las diferencias de personalidad y gustos entre ambos, concibieron la posibilidad de empezar a componer juntos. Neil, que aún trabajaba para Smash Hits, tuvo la oportunidad de viajar a Nueva York y entrevistar a The Police. Estando allí, conoció a Bobby Orlando, un productor de música dance muy exitoso en aquel momento (Divine, Roni Griffith, The Flirts, The New York Models, Waterfront Home, etc.), y al que tanto él como Lowe admiraban. Tennant le comentó que escribía canciones en sus ratos libres y, posteriormente, Orlando aceptó grabar algunos de esos temas. Neil empezó a trabajar con Chris, y a principios de 1984, Orlando produce el primer sencillo de Pet Shop Boys, "West End Girls". El tema tuvo un éxito parcial (Bélgica, Francia, y la costa oeste americana). En UK sólo obtuvo el número 121 de la lista de sencillos. Pero el dúo estaba ya decidido a abrirse paso en el mundo de la música: Neil abandonó su trabajo de editor y Chris no llegaría a terminar arquitectura.
En 1986 publican su primer álbum, Please, que contenía 11 temas, en algunos de los cuales aún se reconoce una producción pobre, y unos meses después sacan un disco que incluye seis remezclas (cuatro temas procedentes de Please y dos inéditos que habían sido compuestos con anterioridad). Neil empezó a producir algunas de las canciones. El éxito les vendrá en 1987 con Actually.
Pet Shop Boys iban grabando discos, pero no se planteaban la idea de celebrar conciertos. A finales de los 80, la discográfica logra presupuesto para implementar su idea para los conciertos en vivo, conciben la idea de elaborar puestas en escena sofisticadas y teatrales, en las que cambian de atuendo, caracterizadas por la extravagancia y abundancia de bailarines. La primera gira se hará esperar a 1989. 
En 1988 habían lanzado un disco que incluía seis remezclas, y del que sacaron cuatro sencillos de estudio —caracterizados por una mayor orquestación, la introducción de ritmos latinos y una producción impecable— que pasarán a ser "clásicos" del repertorio de la banda: "Left to My Own devices", "Domino Dancing", "It's All Right" y "Always on My Mind" (versión de uno de los clásicos que le dio fama a Elvis Presley). Dos años después publican Behaviour (1990), un álbum más personal y "atmosférico" en el que experimentan con nuevos ritmos y sonidos. A pesar de su calidad y de ser uno de los favoritos de sus seguidores (llegando a influenciar a artistas como Axl Rose), no alcanzó el éxito comercial esperado. En 1993 retornaron al primer plano de la industria musical con Very (1993), álbum que incluía una grandilocuente reinterpretación de la canción de Village People "Go West", un tema que en su versión original había pasado bastante desapercibido.
Desde entonces, Pet Shop Boys han seguido publicando con periodicidad álbumes de estudio, varios de remezclas, dos en vivo y han ofrecido múltiples conciertos.

### En la actualidad
En la actualidad, Tennant y Lowe siguen actuando como Pet Shop Boys. A pesar de que no han tenido un número uno desde abril de 1988 con el sencillo "Heart", sus sencillos siguen apareciendo en el Top 20 del Reino Unido, siendo ellos el dúo más exitoso de todos los tiempos en ese país.
En 2016 se publicó el 13° álbum del dúo, Super, producido por Stuart Price, como sucedió con el anterior disco, Electric.
En 2020 publican su 14° álbum de estudio Hotspot, con su sencillo apertura "Monkey Business", en el cual como innovación volvieron a la vida algunos arreglos con sus viejos sintetizadores de la década de los 80.

## Otros trabajos fuera de Pet Shop Boys
- Trabajó en el primer álbum del grupo Electronic, compuesto por Bernard Sumner y Johnny Marr.[10] En su canción "Getting Away with It", Tennant hacía los coros, y en "Disappointed", su mayor éxito comercial hasta la fecha, él era el cantante principal.

- Formó parte de la canción "Joseph better you than me" al lado de The Killers y Elton John,[11] siendo ésta una de sus mejores canciones acompañado con alguien fuera del grupo.

## Vida personal

### Familia
Neil se siente deudor de la educación recibida en su familia. En una entrevista, Andrew Sullivan le comentó que, a pesar de que parte de sus canciones eran críticas con el catolicismo romano, había un sentido subyacente del amor y de la humanidad en muchas de sus letras que parecía católico. "Creo que probablemente se lo debo a mis padres", dijo Neil. Cuando Neil hizo pública su orientación sexual en The Sunday Times, sus padres "emprendieron un increíble viaje donde les gustó el hecho de que, al fin y al cabo, yo era gay".

### Creencias
Neil se fue apartando paulatinamente del catolicismo en que fue educado. Actualmente, se define como una persona poco religiosa: "realmente, me he vuelto menos religioso a medida que envejezco. Incluso cuando escribí «It's a Sin», una parte de mí probablemente todavía era católica. Pero lo que siempre me gustó del catolicismo fue desapareciendo: me gustaba el latín y el incienso y el tipo de música y el coro".

### Otros datos
Neil es homosexual, pero se mantuvo lejos del "mundo gay" porque le parecía un tanto artificial. Finalmente, lo manifestó públicamente en una entrevista en la revista Attitud en 1994. 

«Yo solía decir que no saldría del armario porque hacerlo me convertiría automáticamente en Neil-Tennant-la-estrella-pop-gay. Y cuando salí de él eso es exactamente lo que ocurrió. Siempre me ha molestado cuando se me considera un artista gay, que las cosas que diga se interpreten como un pronunciamiento sobre la homosexualidad. Solo soy un artista que resulta que es gay.»